# Oradour-sur-Glane
Oradour-sur-Glane este o comună în departamentul Haute-Vienne din centrul Franței. În 2009 avea o populație de 2.224 de locuitori.
În 1944 a avut loc masacrul de la Oradour-sur-Glane, una din cele mai odioase atrocități petrecute pe teritoriul Franței în timpul celui de-Al Doilea Război Mondial.
Au fost uciși 642 de locuitori, ca represalii pentru răpirea unui soldat german de către Rezistența franceză.

## Evoluția populației
| An        | 1975  | 1982  | 1990  | 1999  | 2006  | 2009  |
| --------- | ----- | ----- | ----- | ----- | ----- | ----- |
| Populație | 1.759 | 1.941 | 1.998 | 2.025 | 2.188 | 2.224 |